# Clelia clelia
Espèce
Synonymes
- Coluber clelia Daudin, 1803
- Clelia daudinii Fitzinger, 1826

Statut CITES
Clelia clelia, la Clélia obscure, est une espèce de serpents de la famille des Dipsadidae.

## Répartition
Cette espèce se rencontre au Mexique, au Belize, au Guatemala, au Salvador, au Honduras, au Costa Rica, au Panama, à Sainte-Lucie, à la Dominique, à la Grenade, à la Trinité, en Colombie, au Venezuela, au Suriname, en Guyane, au Brésil, en Équateur, au Pérou, en Bolivie, au Paraguay, en Uruguay et en Argentine.
Sa présence est incertaine au Nicaragua.
Elle est connue à l'état fossile à Barbuda.

## Description
La  Clelia obscure (Clelia clelia) possède une coloration qui aura tendance à être différente en fonction de l’âge et des individus. Les juvéniles possèdent une coloration rosâtre avec le cou ou la tête noire, alors que les adultes abordent une coloration noire brillante à grisâtre. 
Ce sont des serpents mesurant, en moyenne, 1,40 mètre.
Ce serpent, de longueur moyenne, peut atteindre près de 2,60 mètres, sa tête est légèrement distincte du cou. Son museau, vu du dessus, est arrondi et ses yeux sont de taille moyenne avec des pupilles verticalement elliptiques.
Il évolue principalement dans les terres basses tropicales et s’étend dans les régions boisées de montagne. Ce serpent est terrestre, nocturne et se nourrit principalement de rongeurs, lézards et d’autres serpents.

## Liste des sous-espèces
Selon The Reptile Database (28 août 2013) :
- Clelia clelia clelia (Daudin, 1803)
- Clelia clelia groomei Greer, 1965 de Grenade
- Clelia clelia immaculata Smith, 1942 du Mexique

## Publications originales
- Daudin, 1803 : Histoire Naturelle Generale et Particuliere des Reptiles. vol. 6. Paris, F. Dufart.
- Smith, 1942 : Mexican herpetological miscellany. Proceedings of the United States National Museum, vol. 92, p. 349-395 (texte intégral).
- Greer, 1965 : A new subspecies of Clelia clelia (Serpentes: Colubridae) from the island of Grenada. Breviora, n. 223, p. 1-6 (texte intégral).